# کیرشاسلاخ
کیرشاسلاخ (به آلمانی: Kirchhaslach) یک شهر در آلمان است که در اونترالگوی واقع شده‌است. کیرشاسلاخ ۱٬۲۸۳ نفر جمعیت دارد.